# Euphyia thetydaria
Euphyia thetydaria là một loài bướm đêm trong họ Geometridae.